# Staatliche Schauspielbühnen Berlin
Staatliche Schauspielbühnen Berlin ist die frühere Verwaltungsbezeichnung für die Intendanz der Staatlichen Bühnen Berlins.

## Aufbau und Betrieb
Ihre Geschichte ist eng mit dem bedeutenden Intendanten Boleslaw Barlog verbunden, der unmittelbar nach Kriegsende zunächst in improvisierten Spielstätten den Theaterbetrieb aufbaute. In den unzerstörten Gebäuden des Schlosspark Theaters im Berliner Ortsteil Steglitz unter Leitung Barlogs und des Hebbel-Theaters in Berlin-Kreuzberg unter Karlheinz Martin brachte man Klassiker und Stücke der 1930er und 1940er Jahre zur Aufführung.
Im Jahr 1951 konnte das wieder aufgebaute Schillertheater in Charlottenburg eröffnet werden. Es wurde einschließlich der räumlich angeschlossenen Experimentierbühne „Schiller Werkstatt“ zur Hauptspielstätte mit dem Schlosspark Theater als Kleinem Haus. Das Hebbel-Theater verpachtete man an wechselnde private Leiter oder benutzte es als Ausweichquartier.
Auf Boleslaw Barlog als Intendant (seit 1951) folgten 1972 Hans Lietzau, 1980 Boy Gobert, 1985 Heribert Sasse und 1990 schließlich Alfred Kirchner mit Alexander Lang, Vera Sturm und Volkmar Clauß.
1993 wurden die Staatlichen Schauspielbühnen auf Beschluss des Senats von Berlin aufgrund der finanziellen Notlage der Stadt geschlossen. Die letzte Aufführung im Schillertheater war die Premiere des Stücks Weißalles und Dickedumm von Coline Serreau mit Katharina Thalbach. Alle fest engagierten Mitarbeiter und Künstler (darunter Bernhard Minetti, Erich Schellow und Sabine Sinjen) wurden entlassen.
Die Schließung der größten deutschen Sprechbühne löste Protest und Verbitterung aus und brachte dem damaligen Senator für Kultur Ulrich Roloff-Momin den Ruf „Schiller-Killer“ ein. Danach wurde es als Musical- und Gastspieltheater genutzt. Von Januar bis Oktober 2000 nutzte das Maxim-Gorki-Theater die Bühne des Schillertheaters.

## Ensemble
Auswahl von Schauspielern, die an den Staatlichen Schauspielbühnen Berlin in Hauptrollen auftraten:
- Kerstin de Ahna
- Albert Bassermann
- Horst Bollmann
- Suzanne von Borsody
- Claus Clausen
- Ernst Deutsch
- Ralf Dittrich
- Käthe Dorsch
- Berta Drews
- Rosemarie Fendel
- Heino Ferch
- Walter Franck
- Joana Maria Gorvin
- Carla Hagen
- Uta Hallant
- Martin Held
- Karl Hellmer
- Rolf Henniger
- Lucie Höflich
- Thomas Holtzmann
- Hansi Jochmann
- Klaus Kammer
- Sebastian Koch
- Hans Peter Korff
- Hermine Körner
- Werner Krauß
- Regina Lemnitz
- Christiane Leuchtmann
- Wolfgang Liebeneiner
- Heinz Lieven
- Peter Lohmeyer
- Joseph Lorenz
- Erika Meingast
- Bernhard Minetti
- Franz Nicklisch
- Joseph Noerden
- Sabine Orléans
- Götz Otto
- Christine Prober
- Will Quadflieg
- Carl Raddatz
- Peter Sattmann
- Erich Schellow
- Ralf Schermuly
- Walter Schmidinger
- Ernst Schröder
- Eva Katharina Schultz
- Sabine Sinjen
- Katharina Thalbach
- Heidemarie Theobald
- Peter Ustinov
- Elsa Wagner
- Antje Weisgerber
- Stefan Wigger

## Nach der Schließung
Die im früheren Ost-Berlin gelegenen Theater Deutsches Theater, Volksbühne Berlin und Maxim-Gorki-Theater blieben auch nach der Wende als staatliche Bühnen erhalten. Das Theater am Schiffbauerdamm, Spielstätte des Berliner Ensembles, wurde von der Ilse-Holzapfel-Stiftung, deren Gründer Rolf Hochhuth ist, erworben und an den Senat von Berlin vermietet.
Das Schlosspark Theater wurde im Frühjahr 1995 als Privattheater unter Leitung von Heribert Sasse wiedereröffnet, das Schillertheater am 1. Januar 1996 als Musical- und Gastspieltheater. Seit 2010 ist das Schillertheater für die Dauer der Sanierungsarbeiten am Operngebäude Unter den Linden Ausweich-Spielstätte der Staatsoper Unter den Linden. Die Schiller Werkstatt wird vom Grips-Theater und dem Theater an der Parkaue bespielt.
Die Opernhäuser in Berlin befinden sich über die Opernstiftung seit 2004 auf dem Wege der Privatisierung. Seit 2006 ist für Kulturelle Angelegenheiten keine eigenständige Senatsverwaltung mehr zuständig, sondern die Senatskanzlei. Der Regierende Bürgermeister ist daher faktisch zugleich Kultursenator, führt diese Bezeichnung aber nicht und wird in dieser Funktion meist vertreten durch seinen Staatssekretär für kulturelle Angelegenheiten.